# Fingerplanen
Fingerplanen er en plan for Københavns udvikling, der blev lavet i 1947 af Egnsplankontoret (Teknisk kontor for udvalget til planlægning af Københavnsegnen) på initiativ af Dansk Byplanlaboratorium (DBL). I stedet for en byudvikling i alle retninger skulle man sørge for, at byen voksede ud i "fingre" med S-bane i midten af hver finger og med grønne områder mellem fingrene. Et af resultaterne af planen var at man anlagde Vestskoven som én af de grønne kiler i denne fingerplan.
Navnet skyldes, at man på forsiden af planen lod denne illustrere med en hånd med udstrakte fingre. Der blev lavet adskillige tegninger af omrids af højrehænder. Det endelige valg faldt på Iboja Wandall Holm (Dalgas Rasmussens kone, som han havde mødt på en rejse til Prag). Det viste sig imidlertid, at planens bebyggelsesforhold ikke passede med en rigtig hånd, så man måtte "flytte" Høje-Tåstrup op i Sengeløse Kommune for at få et vellignende resultat.

## Baggrund
København oplevede en hastig forstadsudvikling allerede i mellemkrigstiden, og dette havde ført til et par initiativer for at sikre en koordineret planlægning af byudviklingen i Københavns Kommune og dens forstadskommuner. Allerede tidligt havde Dansk Ingeniørforening nedsat et udvalg, som havde udarbejdet en "trafiklinjeplan for København og omegn" dateret 28. december 1923. Denne gik ud på, at vejnettet i Hovedstadsområdet skulle indrettes som et system af ringveje og radialveje. Dette fik tidsskriftet Architekten med Steen Eiler Rasmussen som redaktør til at foretage en rundspørge i 1928 til danske og internationale planlæggere om en vurdering af denne plan. Svarende var overvejende en tilslutning til dens principper men med den tilføjelse, at planen burde følges op af en bredere byplanlægning. Danmark havde fået sin første byplanlov få år tidligere, i 1925, og der havde været store forhåbninger til lovens vedtagelse, men det viste sig hurtigt, at dens erstatningsbestemmelser var for dyre, så loven fik i praksis næsten ingen betydning.
Da byudviklingen fortsatte, nedsatte Dansk Byplanlaboratorium et egnsplanudvalg med folk fra stadsingeniørens direktorat som sekretariat, der valgte at lægge vægten på at sikre byfrie, grønne områder af hensyn til befolkningens friluftsliv. Dette arbejde resulterede i "Københavnsegnens grønne Omraader. Forslag til et System af Omraader for Friluftsliv" udarbejdet af Olaf Forchhammer med bistand af Chr. Blixencrone-Møller, V. Malling og Steen Eiler Rasmussen. Dette forslag udpegede en række større udflugtsområder, især i nordvest, hvor byudviklingen var længst fremskreden, bundet sammen af et net af grønne korridorer og betjenet af "parkveje" (alleer), cykelstier samt baneforbindelser. Planen mødte politisk velvilje fra daværende statsminister Thorvald Stauning, og væsentlige dele af dens forslag blev sikret ved fredninger og på anden måde.

## Oprindelse
I 1942 fik Byplanlaboratiriet ny formand professor Steen Eiler Rasmussen, og han besluttede at genoptage byplanarbejdet, og i de følgende år udarbejdedes en byudviklingsplan under store interne debatter om udformningen, hvor forskellige interesser ofte stødte sammen. Kommissionens arbejde bestod i at imødekomme den hastigt stigende befolkningsvækst i København og de omkringliggende kommuner. Derfor ønskede Dansk Byplanlaboratorium at få koordineret de forskellige initiativer og indkaldte derfor, i marts 1945, egnsplanudvalget, der var stiftet i 1928. Bortset fra en betydningsfuld rapport om de grønne områder i 1936, havde udvalget været i venteposition for at afvente udfaldet af hovedstadskommissionens virksomhed. Nu foreslog byplanlaboratoriet en overordnet plan, som skulle vise hvor boliger, arbejdspladser og rekreative områder bedst kunne placeres og knyttes sammen med et hensigtsmæssigt trafiksystem. Både arbejdsministeriet og de omkringliggende kommuner viste tidligt interesse for planen og ministeriet støttede den endda økonomisk. Denne støtte kom fordi man regnede med, at der efter krigen ville opstå et beskæftigelsesmæssigt kaos. Derfor ønskede man egnsplanudvalget genoplivet således, at det kunne kommentere de forslag til beredskabsplaner, der måtte komme. Et arbejdsudvalg under egnsplanudvalget oprettede derfor et sekretariat kaldet Egnsplankontoret, der skulle tage sig af det praktiske arbejde med den overordnede plan. Den unge byplanlægger og arkitekt Peter Bredsdorff blev ansat som leder. Særligt for gruppen af byplanlæggere i dette kontor var, at gennemsnitsalderen var på 29 år, hvilket på dette tidspunkt var exceptionelt lavt.

## Idegrundlag
Fingerplanen var en afvisning af den engelske planlægger Ebenezer Howard og hans tanker om de såkaldte New towns. Ligeledes var den en afvisning af ideen om en båndby lands Øresundskysten fra København til Helsingør. Man argumenterede, at det var bedre "at bygge videre paa den foreliggende Type, faa Typens Fordele klarere frem og afbøde dens Ulemper." Fingerplanen byggede således i høj grad på den udvikling der i forvejen var i gang med udvikling af bebyggelse langs Roskildevej (Glostrup og Taastrup), Frederikssundsvej (Herlev, Ballerup og Skovlunde) samt Gl. Køge Landevej med de vidtstrakte sommerhusområder.
En anden bærende ide for Fingerplanen var at bremse byudviklingen mod nord, hvor fredningsplanlægningen siden 1938 havde lagt en vis dæmper på byudviklingen. For at skåne Nordegnen for fremtidigt byggeri var et hovedprincip i Fingerplanen at fokusere byudviklingen på Københavns Vestegn.

### København som centrum
Planens udgangspunkt var at det indre København skulle være hovedstadsområdets centrum. Princippet for Peter Bredsdorff og hans medarbejdere var at der overalt i hovedstaden skulle være så kort afstand som muligt mellem bolig, arbejdspladser og grønne områder på basis af kollektiv trafik. Mellem fingrenes bolig og arbejdspladser skulle sporvogne og busser, som hidtil, være det bærende system. Der var dog grænser for hvor langt disse transportsystemer kunne strækkes. Derfor måtte en udbygning af S-togsnettet sørge for forbindelse mellem de planlagte nye boligkvarterer, de centrale byområder og de produktions- og servicecentre, som man forestillede sig oprettet i "knoerne" mellem fingrene og håndfladen. En projekteret ringvej kunne krydse S-baneradialerne i disse centre. Lokale indkøbscentre ville man lægge ved de enkelte S-togsstationer længere ude igen med kort afstand til nærliggende etageboliger og til lidt fjernere villaområder. S-togsnettet var den grundlæggende struktur i fingerplanen og skulle sikre at man kunne komme til hovedstaden på under 45 minutter, selv fra den yderste omegn.

### Den kollektive trafiks rolle
En fremtrædende rolle i udarbejdelsen af planen kom den kollektive trafik til at spille. Man vidste fra undersøgelser, at rejsetider spillede en væsentlig rolle for omfanget af byudviklingen og gjorde sig derfor tanker om hvorledes, dette kunne udnyttes i den nye plan. Disse tanker resulterede i en plan, hvor man forestillede sig, at eksisterende baneforbindelser skulle suppleres med nye, og at byudviklingen især skulle koncentreres omkring stationerne på disse baneforbindelser (til Klampenborg, Holte med en sidegren til Lundtofte, Ballerup, Glostrup med senere forlængelse til Høje Tåstrup samt en ny bane langs Køge Bugt til Vallensbæk og en forbindelse til Kastrup). Der havde også været planer om en forbedring af den kollektive trafik i selve København, men da der ikke kunne skabes enighed herom, blev denne del af planen udeladt.

### Grønne kiler
Ved således at samle bebyggelsen langs jernbanefingre, kunne de mellemliggende områder ifølge planen friholdes for bebyggelse og bevares som en slags "grønne kiler" og friluftsområder for befolkningen. Fingerplanen forudsatte således, at man imellem fingrene afsatte plads til grønne kiler med rekreative områder, landbrug og gartneri. Fingerplanen søgte på denne måde at kombinere land og by. Her kunne dog også, når der efterhånden blev flere biler, anlægges nye veje i god afstand fra bebyggelser til aflastning af de eksisterende udfaldsveje. Folkene bag fingerplanen ventede dog ikke et bilproblem lige foreløbig og mente folk i første omgang ville satse på en bedre bolig og lade en bil komme i anden række.
De grønne kiler var især på Vestegnen nødvendige. Der måtte planlægges nye rekreative områder for den kommende befolkning her, der kunne kompensere for det ikke særligt attraktive landskab, der, i sammenligning med Nordegnen, var blottet for skove, søer, og kuperet terræn.

### Tre etaper
Planen blev delt i tre etaper: en der viste de eksisterende forhold ved planens udarbejdelse, en der viste en første etape og en der viste en anden etape med endelig forventet byudvikling. Anden etape var vist med hovedvægten lagt på at vise de grønne områder.

## Planens betydning
Planen er aldrig vedtaget officielt i noget forum, men det pædagogisk visuelle udtryk i planen har vist sig at være så stærkt, at beslutningstagere lokalt og centralt har ladet sig påvirke af planens tanker. Ligeledes fik den betydning for vedtagelsen af byreguleringsloven i 1949 og dermed igangsættelsen af et arbejde med byudviklingsplaner.
Loven gjorde det obligatorisk, at der skulle nedsættes et byudviklingsudvalg for Københavnsegnen. Dette udvalg forsøgte i første omgang at følge fingerplanen så vidt, det lod sig gøre, men allerede i den første byudviklingsplan fra 1951 viste flere af byfingrene en tendens til at blive "tykkere" end oprindeligt forudset . Men man afstod fra at anlægge ny bebyggelse i kilerne, som i nogen grad blev holdt åbne og sammenhængende. Da en egentlig egnsplanlægning blev igangsat under ledelse af Egnsplanrådet i 1958, blev man tvunget til at erkende, at Fingerplanen ikke længere var dækkende for byudviklingen, som nu omfattede hele Nordøstsjælland som følge af den voksende bilisme, og de oprindelige byfingre blev reelt erstattede af nye, som strakte sig til Helsingør, Hillerød, Frederikssund, Roskilde og Køge, mens det oprindelige fingerplanområde blev betragtet som "håndfladen" i en ny og større fingerplan.
I 2007 kom landsplandirektivet Fingerplan 2007.